# Reichstagswahlkreis Königreich Württemberg 10

Die Wahlkreisaufteilung des Deutschen Reichs.

Der Reichstagswahlkreis Königreich Württemberg 10 (in der reichsweiten Durchnummerierung auch Reichstagswahlkreis 317; auch Reichstagswahlkreis Gmünd–Göppingen genannt) war der zehnte Reichstagswahlkreis für das Königreich Württemberg für die Reichstagswahlen im Deutschen Reich und zum Zollparlament von 1868 bis 1918.

## Wahlkreiszuschnitt 1868
Bei der Zollparlamentswahl 1868 umfasste der Wahlkreis Königreich Württemberg 10 die Oberämter Heilbronn, Brackenheim, Besigheim und Maulbronn. Dieser Landesteil lag ab 1871 in den Reichstagswahlkreisen Königreich Württemberg 3 und 4. Der Wahlkreis für die Oberämter Gmünd, Göppingen, Geislingen und Heidenheim trug hingegen 1868 die Nummer Königreich Württemberg 5. Um die räumliche Kontinuität besser abzubilden, zeigt dieser Artikel für die Wahl 1868 daher die Ergebnisse des Wahlkreises Königreich Württemberg 5.

## Wahlkreiszuschnitt ab 1871
Der Wahlkreis umfasste die Oberämter Gmünd, Göppingen, Schorndorf und Welzheim.
| Jahr | Einwohner |
| ---- | --------- |
| 1890 | 127.567   |
| 1895 | 131.170   |
| 1900 | 139.968   |
| 1905 | 148.526   |
| 1910 | 157.687   |

|      | Landwirtschaft | Industrie und Gewerbe | Handel und Dienstleistungen |
| ---- | -------------- | --------------------- | --------------------------- |
| 1895 | 47,0           | 42,1                  | 11,0                        |
| 1907 | 39,6           | 48,7                  | 11,6                        |

|      | Evangelisch | Katholisch |
| ---- | ----------- | ---------- |
| 1890 | 71,7        | 27,7       |
| 1905 | 69,9        | 29,4       |
| 1910 | 69,1        | 30,1       |

In Württemberg trat die NLP als Deutsche Partei auf. Die amtliche Statistik führte die Abgeordneten zur Vergleichbarkeit mit den Wahlergebnissen in anderen Teilen Deutschlands als NLP, auch waren die württembergischen Reichstagsabgeordneten Mitglieder der Reichstagsfraktion der NLP. Die Darstellung in diesem Artikel folgt dem. Aufgrund der protestantischen Prägung des Wahlkreises spielte die Württembergische Zentrumspartei lediglich manchmal die Rolle des Züngleins an der Waage.

## Abgeordnete
| Wahl                                    | Abgeordneter                   | Partei | Bild |
| --------------------------------------- | ------------------------------ | ------ | ---- |
| Zollparlamentswahl 1868 bis 1871 (WK 5) | Karl Freisleben                | DtVP   |      |
| Reichstagswahl 1871 bis 1874            | Julius Hölder                  | NLP    |      |
| Reichstagswahl 1874 bis 1877            | Otto von Sarwey                | DRP    |      |
| Reichstagswahl 1877 bis 1878            | Julius Diefenbach              | DRP    | 0    |
| Reichstagswahl 1878 bis 1881            | Max Römer                      | NLP    | 0    |
| Reichstagswahl 1881 bis 1887            | Georg von Wöllwarth-Lauterburg | DRP    |      |
| Reichstagswahl 1887 bis 1890            | Friedrich Grub                 | NLP    |      |
| Reichstagswahl 1890 bis 1898            | Wilhelm Speiser                | DtVP   | 0    |
| Reichstagswahl 1898 bis 1903            | Theodor Kettner                | NLP    | 0    |
| Reichstagswahl 1903 bis 1907            | Hugo Lindemann                 | SPD    |      |
| Reichstagswahl 1907 bis 1912            | Georg Wieland                  | DtVP   | 0    |
| Reichstagswahl 1912 bis 1918            | Hermann Gunßer                 | FVP    |      |

## Wahlen

### 1868
Es fanden zwei Wahlgänge statt. Die Zahl der abgegebenen gültigen Stimmen betrug im ersten Wahlgang 15.372.
| Kandidat        | Partei | Stimmen             | in % | Anmerkungen |
| --------------- | ------ | ------------------- | ---- | ----------- |
| Karl Freisleben | V      | ca. 1/3 der Stimmen | 0    | 0           |
| Römer           | NLP    | ca. 1/3 der Stimmen | 0    | Professor   |
| Graf Rechberg   | 0      | ca. 1/3 der Stimmen | 0    | 0           |

Die Zahl der abgegebenen gültigen Stimmen betrug in der Stichwahl 8370.
| Kandidat        | Partei | Stimmen | in % | Anmerkungen |
| --------------- | ------ | ------- | ---- | ----------- |
| Karl Freisleben | V      | 8205    | 0    | 0           |
| Römer           | NLP    | 165     | 0    | Professor   |

### 1871
Es fand ein Wahlgang statt. 21.672 Männer waren wahlberechtigt. Die Zahl der abgegebenen gültigen Stimmen betrug 10262, 33 Stimmen waren ungültig. Die Wahlbeteiligung betrug 47,6 %.
| Kandidat      | Partei   | Stimmen | in % | Anmerkungen |
| ------------- | -------- | ------- | ---- | ----------- |
| Julius Hölder | NLP      | 10.196  | 0    | 0           |
| 0             | Zentrum  | 37      | 0    | 0           |
| 0             | Sonstige | 29      | 0    | 0           |

### 1874
Es fand ein Wahlgang statt. 22.441 Männer waren wahlberechtigt. Die Zahl der abgegebenen gültigen Stimmen betrug 13.789, 38 Stimmen waren ungültig. Die Wahlbeteiligung betrug 61,6 %.
| Kandidat        | Partei   | Stimmen | in % | Anmerkungen |
| --------------- | -------- | ------- | ---- | ----------- |
| Otto von Sarwey | DRP      | 11.070  | 0    | 0           |
| Burkhardt       | S (Eis)  | 2683    | 0    | Xylograph   |
| 0               | Sonstige | 36      | 0    | 0           |

### 1877
Es fand ein Wahlgang statt. 23.373 Männer waren wahlberechtigt. Die Zahl der abgegebenen gültigen Stimmen betrug 13.309, 49 Stimmen waren ungültig. Die Wahlbeteiligung betrug 58,0 %.
| Kandidat          | Partei   | Stimmen | in % | Anmerkungen |
| ----------------- | -------- | ------- | ---- | ----------- |
| Julius Diefenbach | DRP      | 9462    | 0    | 0           |
| Motteler          | S        | 1150    | 0    | Buchhalter  |
| 0                 | Zentrum  | 2879    | 0    | 0           |
| 0                 | Sonstige | 11      | 0    | 0           |

### 1878
Es fand ein Wahlgang statt. 23.648 Männer waren wahlberechtigt. Die Zahl der abgegebenen gültigen Stimmen betrug 15.503, 158 Stimmen waren ungültig. Die Wahlbeteiligung betrug 66,2 %.
| Kandidat               | Partei   | Stimmen | in % | Anmerkungen |
| ---------------------- | -------- | ------- | ---- | ----------- |
| Max Römer              | NLP      | 9259    | 0    | 0           |
| Otto Hörth             | V        | 4452    | 0    | Red.        |
| Motteler               | S        | 104     | 0    | Buchhalter  |
| Friedrich von Landauer | Zentrum  | 1677    | 0    | 0           |
| 0                      | Sonstige | 11      | 0    | 0           |

### 1881
Es fand ein Wahlgang statt. 23.304 Männer waren wahlberechtigt. Die Zahl der abgegebenen gültigen Stimmen betrug 15.493, 37 Stimmen waren ungültig. Die Wahlbeteiligung betrug 66,6 %.
| Kandidat                       | Partei   | Stimmen | in % | Anmerkungen  |
| ------------------------------ | -------- | ------- | ---- | ------------ |
| Georg von Wöllwarth-Lauterburg | DRP      | 8143    | 0    | 0            |
| Stockmeyer                     | V        | 4088    | 0    | Rechtsanwalt |
| August Bebel                   | S        | 214     | 0    | 0            |
| Friedrich von Landauer         | Zentrum  | 3040    | 0    | Landrichter  |
| 0                              | Sonstige | 8       | 0    | 0            |

### 1884
Es fand ein Wahlgang statt. 23.757 Männer waren wahlberechtigt. Die Zahl der abgegebenen gültigen Stimmen betrug 15.713, 42 Stimmen waren ungültig. Die Wahlbeteiligung betrug 66,3 %
| Kandidat                       | Partei   | Stimmen | in % | Anmerkungen |
| ------------------------------ | -------- | ------- | ---- | ----------- |
| Georg von Wöllwarth-Lauterburg | DRP      | 9553    | 0    | 0           |
| 0                              | V        | 2040    | 0    | 0           |
| 0                              | Zentrum  | 3372    | 0    | 0           |
| 0                              | S        | 738     | 0    | 0           |
| 0                              | Sonstige | 10      | 0    | 0           |

### 1887
Es fand ein Wahlgang statt. 24.580 Männer waren wahlberechtigt. Die Zahl der abgegebenen gültigen Stimmen betrug 21.171, 30 Stimmen waren ungültig. Die Wahlbeteiligung betrug 86,3 %
| Kandidat       | Partei   | Stimmen | in % | Anmerkungen |
| -------------- | -------- | ------- | ---- | ----------- |
| Friedrich Grub | NLP      | 13.099  | 0    | 0           |
| 0              | V        | 4408    | 0    | 0           |
| 0              | Zentrum  | 3107    | 0    | 0           |
| 0              | S        | 547     | 0    | 0           |
| 0              | Sonstige | 10      | 0    | 0           |

### 1890
Entgegen der reichsweiten Vereinbarung der Kartellparteien NLP und Konservative kam es in diesem Wahlkreis zu einer Kandidatur beider Parteien. Es fanden zwei Wahlgänge statt. 25.303 Männer waren wahlberechtigt. Die Zahl der abgegebenen gültigen Stimmen betrug im ersten Wahlgang 19.254, 21 Stimmen waren ungültig. Die Wahlbeteiligung betrug 81,4 %
| Kandidat        | Partei   | Stimmen | in %   | Anmerkungen       |
| --------------- | -------- | ------- | ------ | ----------------- |
| Wilhelm Speiser | DVP      | 5397    | 28,1 % | 0                 |
| Eduard Bareis   | NLP      | 6079    | 31,6 % | Fabrikant, Salach |
| 0               | DRP      | 1687    | 8,8 %  | 0                 |
| Alfred Agster   | SPD      | 3390    | 17,6 % | 0                 |
| 0               | Zentrum  | 2669    | 13,9 % | 0                 |
| 0               | Sonstige | 11      | 0,0 %  | 0                 |

Das Zentrum rief in der Stichwahl zur Wahl des linksliberalen Kandidaten auf. Die Zahl der abgegebenen gültigen Stimmen betrug in der Stichwahl 20.507, 25 Stimmen waren ungültig. Die Wahlbeteiligung betrug 81,0 %
| Kandidat        | Partei | Stimmen | in %   | Anmerkungen |
| --------------- | ------ | ------- | ------ | ----------- |
| Wilhelm Speiser | DVP    | 11.903  | 58,1 % | 0           |
| Eduard Bareis   | NLP    | 8579    | 41,9 % | 0           |

### 1893
Schmid, der eigentlich BdL-Mitglied war, gab vor der Wahl nicht an, welcher Fraktion er angehören wolle und wurde daher von der Statistik als unabhängig geführt. Er wurde aber von den Kartellparteien und dem BdL unterstützt. Es fanden zwei Wahlgänge statt. 26.043 Männer waren wahlberechtigt. Die Zahl der abgegebenen gültigen Stimmen betrug im ersten Wahlgang 19.640, 23 Stimmen waren ungültig. Die Wahlbeteiligung betrug 75,4 %
| Kandidat        | Partei    | Stimmen | in %   | Anmerkungen                          |
| --------------- | --------- | ------- | ------ | ------------------------------------ |
| Wilhelm Speiser | DVP       | 6147    | 31,4 % | 0                                    |
| Agster          | SPD       | 3624    | 18,5 % | 0                                    |
| von Schad       | Zentrum   | 2613    | 13,3 % | Rechtsanwalt, Stuttgart              |
| R. Schmid       | Parteilos | 7228    | 36,8 % | Gutsbesitzer Christofshof/Geislingen |
| 0               | Sonstige  | 5       | 0,0 %  | 0                                    |

Erneut unterstützte das Zentrum den linksliberalen Kandidaten. Die Zahl der abgegebenen gültigen Stimmen betrug in der Stichwahl 20.107, 47 Stimmen waren ungültig. Die Wahlbeteiligung betrug 77,2 %
| Kandidat        | Partei    | Stimmen | in %   | Anmerkungen |
| --------------- | --------- | ------- | ------ | ----------- |
| Wilhelm Speiser | DVP       | 11.473  | 57,2 % | 0           |
| Schmid          | Parteilos | 8587    | 42,8 % | 0           |

### 1898
Bei dieser Wahl einigten sich NLP, BdL und Konservative auf einen Kandidaten der NLP. Es fanden zwei Wahlgänge statt. 27.744 Männer waren wahlberechtigt. Die Zahl der abgegebenen gültigen Stimmen betrug im ersten Wahlgang 18.025, 43 Stimmen waren ungültig. Die Wahlbeteiligung betrug 65,0 %
| Kandidat        | Partei   | Stimmen | in %   | Anmerkungen                    |
| --------------- | -------- | ------- | ------ | ------------------------------ |
| Wilhelm Speiser | DVP      | 4189    | 23,3 % | 0                              |
| Theodor Kettner | NLP      | 5107    | 28,4 % | 0                              |
| H. Klaus        | SPD      | 5321    | 29,6 % | Silberarbeiter, Stadtrat Gmünd |
| Adolf Gröbner   | Zentrum  | 3347    | 18,6 % | 0                              |
| 0               | Sonstige | 18      | 0,1 %  | 0                              |

Nachdem Kettner zugesagt hatte, sich im Reichstag für die Aufhebung des Jesuitengesetzes auszusprechen, erhielt er die Unterstützung des Zentrums. Die Zahl der abgegebenen gültigen Stimmen betrug in der Stichwahl 19.470, 99 Stimmen waren ungültig. Die Wahlbeteiligung betrug 70,2 %
| Kandidat        | Partei | Stimmen | in %   | Anmerkungen |
| --------------- | ------ | ------- | ------ | ----------- |
| Theodor Kettner | NLP    | 9868    | 50,9 % | 0           |
| Klaus           | SPD    | 9503    | 49,1 % | 0           |

### 1903
Das Kartell war zerbrochen, die Kartellparteien traten gegeneinander an. Die Sozialdemokraten organisierten, dass einige hundert ihrer Stammwähler den Zentrumskandidaten wählen sollte, gegen den die Stichwahl leichter zu gewinnen war. Es fanden zwei Wahlgänge statt. 30.504 Männer waren wahlberechtigt. Die Zahl der abgegebenen gültigen Stimmen betrug im ersten Wahlgang 22.489, 33 Stimmen waren ungültig. Die Wahlbeteiligung betrug 73,7 %
| Kandidat          | Partei   | Stimmen | in %   | Anmerkungen               |
| ----------------- | -------- | ------- | ------ | ------------------------- |
| Heinrich Herrmann | BdL      | 2085    | 9,3 %  | Gutsbesitzer, Aichach     |
| Alfred Marquard   | DVP      | 3509    | 15,6 % | Schriftsteller, Stuttgart |
| Köhler            | NLP      | 3725    | 16,6 % | 0                         |
| Hugo Lindemann    | SPD      | 8930    | 39,8 % | 0                         |
| Adolf Gröbner     | Zentrum  | 4195    | 18,7 % | 0                         |
| 0                 | Sonstige | 12      | 0,0 %  | 0                         |

Die Strategie der SPD ging auf. Gröber erreichte dank der SPD-Stimmen die Stichwahl und hatte in dem protestantisch geprägten Wahlkreis keine Chance, obwohl NLP und BdL sich für ihn aussprachen. Die Zahl der abgegebenen gültigen Stimmen betrug in der Stichwahl 17.921, 213 Stimmen waren ungültig. Die Wahlbeteiligung betrug 58,7 %
| Kandidat       | Partei  | Stimmen | in %   | Anmerkungen |
| -------------- | ------- | ------- | ------ | ----------- |
| Hugo Lindemann | SPD     | 11.533  | 65,1 % | 0           |
| Adolf Gröbner  | Zentrum | 6175    | 34,9 % | 0           |

### 1907
Die Parteien des Bülow-Blocks einigten sich auf Wieland. Im Wahlkreis fanden Es fand ein Wahlgang statt. 32.105 Männer waren wahlberechtigt. Die Zahl der abgegebenen gültigen Stimmen betrug 25.068, 149 Stimmen waren ungültig. Die Wahlbeteiligung betrug 83,1 %
| Kandidat       | Partei   | Stimmen | in %   | Anmerkungen |
| -------------- | -------- | ------- | ------ | ----------- |
| Georg Wieland  | DVP      | 13.146  | 52,8 % | 0           |
| Hugo Lindemann | SPD      | 11.711  | 47,0 % | 0           |
| 0              | Sonstige | 62      | 0,2 %  | 0           |

### 1912
Gunßer trat als gesamtliberaler Kandidat mit Unterstützung der NLP an, Zentrum, BdL und Konservative unterstützten Lang. Es fanden zwei Wahlgänge statt. 33.901 Männer waren wahlberechtigt. Die Zahl der abgegebenen gültigen Stimmen betrug im ersten Wahlgang 29.236, 68 Stimmen waren ungültig. Die Wahlbeteiligung betrug 86,2 %
| Kandidat       | Partei   | Stimmen | in %   | Anmerkungen |
| -------------- | -------- | ------- | ------ | ----------- |
| Hermann Gunßer | FoVP     | 9445    | 32,4 % | 0           |
| Gustav E. Lang | K        | 7777    | 26,7 % | 0           |
| Hugo Lindemann | SPD      | 11.933  | 40,9 % | 0           |
| 0              | Sonstige | 13      | 0,0 %  | 0           |

Die Zahl der abgegebenen gültigen Stimmen betrug in der Stichwahl 27.070, 441 Stimmen waren ungültig. Die Wahlbeteiligung betrug 79,9 %
| Kandidat       | Partei | Stimmen | in %   | Anmerkungen |
| -------------- | ------ | ------- | ------ | ----------- |
| Hermann Gunßer | FoVP   | 13.602  | 51,1 % | 0           |
| Hugo Lindemann | SPD    | 13.027  | 48,9 % | 0           |